# Palazzo della Provincia (Torino)
Il Palazzo della Provincia è uno dei grattacieli di Torino.
Ubicato al centro di un'area interessata da profondi cambiamenti che vedono sorgere la nuova Stazione di Torino Porta Susa, il Grattacielo Intesa Sanpaolo e il completamento del grande viale della Spina Centrale, il Palazzo della Provincia è una delle testimonianze della prospettiva di trasformazione che ha interessato i maggiori capoluoghi italiani verso la fine degli anni cinquanta.
L'edificio sorge nel quartiere Cit Turin al confine del Centro storico, tra corso Inghilterra, via Cavalli, via Avigliana e via Beaumont; la sua altezza di 65 metri ne fa uno degli edifici più alti della città.

## Descrizione
Realizzato sull'area dell'ex mattatoio a partire dal 1962, l'edificio fu progettato da Ottorino Aloisio, già autore della sede torinese della Sipra nel 1959, vincendo il concorso bandito della STIPEL (poi SIP e quindi Telecom) per la realizzazione del nuovo centro direzionale destinato ad ospitare uffici e impianti. L'austerità del progetto ebbe anche il compito di conferire all'opera un'immagine di emblematica modernità.

### L'edificio originario
Sulla base di questo alto valore simbolico, Aloisio concepisce l'edificio come un "grattacielo orizzontale" che delinea marcatamente l'antistante Corso Inghilterra, optando per una facciata principale scandita dalla fitta ripetizione di paraste altissime, tra le quali trovano posto le finestrature, anch'esse molto sviluppate in altezza. Contestualmente, Aloisio si occupa personalmente anche della progettazione dell'intero apparato di dettagli costruttivi secondari come inferriate, infissi esterni e interni, gli arredi e addirittura la grafica della segnaletica interna degli uffici.

### La ristrutturazione
Nel corso del 2008, a seguito del contestato spostamento della sede legale della Telecom a Milano, il grattacielo è stato oggetto di una radicale ristrutturazione interna ed esterna su progetto di Paolo Rosani, divenendo la nuova sede operativa della Provincia di Torino (oggi Città metropolitana di Torino). I lavori di ristrutturazione, seguiti dagli uffici Tecnici dell'Ente sono durati due anni e sono stati portati a termine nei tempi previsti; la contestuale rivalutazione del quartiere ha indubbiamente contribuito all'ottimizzazione e unificazione dei vari uffici istituzionali dell'ente in un contesto architettonico significativo.
Oltre alla necessaria bonifica dall'amianto, il progetto di Rosani ha operato sia esternamente che internamente, comprendendo interventi volti all'adeguamento tecnologico, a una migliore efficienza energetica e a una nuova organizzazione degli spazi, che hanno visto la realizzazione di un auditorium da 400 posti. Inoltre, l'accentuata verticalità della facciata è stata profondamente modificata e sono stati rimossi anche i rivestimenti policromi in klinker, in favore di un nuovo (ma più anonimo) rivestimento "ecosostenibile". Stessa sorte per i molteplici dettagli costruttivi interni ed esterni originali progettati dall'Aloisio.
I lavori si sono conclusi con l'inaugurazione della nuova sede il 10 ottobre nel 2008.
Anche dopo il notevole rimaneggiamento, l'edificio continua tuttavia ad essere protagonista della nuova area in fase di avanzato completamento ed è situato accanto a uno dei nuovi simboli di Torino: il Grattacielo Intesa Sanpaolo, affacciato su Corso Vittorio Emanuele II.

## Trasporti
M1 Metropolitana Fermi - Lingotto (fermata: Porta Susa).